# Wybory parlamentarne w Azerbejdżanie w 2010 roku
Wybory parlamentarne w Azerbejdżanie w 2010 roku – wybory do Zgromadzenia Narodowego przeprowadzone 7 listopada 2010. Zwycięstwo odniosła rządząca Partia Nowego Azerbejdżanu, która zdobyła większość mandatów (74 ze 125). Międzynarodowi obserwatorzy z OBWE, Rady Europy i Unii Europejskiej stwierdzili, że proces wyborczy nie spełnił standardów demokratycznych.

## Organizacja wyborów
Zgromadzenie Narodowe Azerbejdżanu składa się ze 125 członków, wybieranych w jednomandatowych okręgach wyborczych na 5-letnią kadencję. Poprzednie wybory odbyły się 6 listopada 2005. Zgodnie z konstytucją wybory odbywają się w pierwszą niedzielę listopada. 6 maja 2010 Centralna Komisja Wyborcza wyznaczyła datę wyborów na 7 listopada 2010, co 3 września 2010 oficjalnie zatwierdził prezydent İlham Əliyev. W wyborach w 2005 prezydencka partia Nowy Azerbejdżan zdobyła 61 mandatów. Według międzynarodowych obserwatorów z OBWE nie spełniły one standardów demokratycznych. 
Kampania wyborcza rozpoczęła się 15 października 2010. Przed jej rozpoczęciem i w jej trakcie opozycja oraz organizacje broniące praw człowieka (Human Rights Watch, Election Monitoring and Democracy Studies Centre - EMDSC) skarżyły się na łamanie wolności słowa oraz zastraszenia i aresztowania niezależnych dziennikarzy. Podkreślały także trudności opozycji w związku z obowiązującym prawem wyborczym, w tym problemy przy rejestracji kandydatów, nierówny dostęp do publicznych mediów, likwidację dotacji państwowej dla kandydatów oraz skrócenie czasu kampanii wyborczej z 60 do 23 dni. Azerskie władze zaprzeczyły zarzutom o stosowaniu przemocy i zastraszaniu dziennikarzy oraz działaczy opozycji. Podkreśliły, że każdy z kandydatów dysponował 4-minutowym czasem antenowym w telewizji publicznej oraz mógł bez ograniczeń wykorzystać w swojej kampanii internet. Spośród 2500 zgłoszonych do wyborów kandydatów komisja wyborcza zarejestrowała 690. 

## Głosowanie i wyniki
W wyborach wzięły udział wszystkie główne partie polityczne, w tym opozycyjne. Uprawnionych do głosowania było 4,84 mln osób spośród 9 mln mieszkańców. Głosowanie odbyło się w pokojowej atmosferze.
Według oficjalnych wyników opublikowanych przez komisję wyborczą 8 listopada 2010, rządzący Nowy Azerbejdżan zdobył 74 ze 125 mandatów w parlamencie. Frekwencja wyborcza wyniosła 50,1%. Żadnego mandatu nie uzyskała największa partia opozycyjna Partia Równości (Müsavat Partiyası). Odrzuciła ona wyniki wyborów i uznała je za niezgodne z prawem i niedemokratyczne. 38 mandatów zdobyli kandydaci niezależni popierający w większości partię rządzącą. 13 mandatów zdobyło 10 mniejszych ugrupowań opozycyjnych. Centralna Komisja Wyborcza ogłosiła, że nie dopatrzyła żadnych nieprawidłowości wpływających na całościowy wynik głosowania, a partia rządząca uznała wybory za wolne i uczciwe.
- Szczegółowe wyniki wyborów:

| Partia polityczna | Partia polityczna                                              | Liczba głosów | %    | +/– | Liczba mandatów | +/– |
| ----------------- | -------------------------------------------------------------- | ------------- | ---- | --- | --------------- | --- |
|                   | Partia Nowego Azerbejdżanu (Yeni Azərbaycan Partiyası, YAP)    |               |      |     | 74              | +11 |
|                   | Vətəndaş Həmrəyliyi Partiyası (Partia Solidarność Obywatelska) |               |      |     | 3               |     |
|                   | Ana Vaten Partiyası (Partia Ojczyzna)                          |               |      |     | 2               |     |
|                   | Democratic Reforms                                             |               |      |     | 1               |     |
|                   | Great Creation                                                 |               |      |     | 1               |     |
|                   | Movement for National Rebirth                                  |               |      |     | 1               |     |
|                   | Ümud Partiyası (Patia Nadziei)                                 |               |      |     | 1               |     |
|                   | Civic Unity                                                    |               |      |     | 1               |     |
|                   | Civic Welfare                                                  |               |      |     | 1               |     |
|                   | Adalet (Sprawiedliwość)                                        |               |      |     | 1               |     |
|                   | Popular Front of United Azerbaijan                             |               |      |     | 1               |     |
|                   | Kandydaci niezależni                                           |               |      |     | 38              |     |
|                   | Razem                                                          |               | 100% | -   | 125             | -   |
| Źródło:           |                                                                |               |      |     |                 |     |

## Ocena głosowania
Wybory monitorowane były przez zagranicznych obserwatorów m.in. z OBWE, Rady Europy i Unii Europejskiej. Organizacje te we wspólnie opublikowanym raporcie stwierdziły, że wybory "nie stanowiły znaczącego postępu w demokratycznym rozwoju kraju". Stwierdziły, że ograniczenia wolności mediów i wolności zgromadzeń oraz niedoskonały proces rejestracji kandydatów nie stwarzał przesłanek do prawdziwej debaty wyborczej. W sposób pozytywny misja oceniła głosowanie w 90% skontrolowanych lokali wyborczych (1,1 tys. z 5,2); w pozostałych 10% dopatrzyła się poważnych naruszeń, w tym przypadków wypełniania urn wyborczych. Wymieniła negatywne aspekty procesu wyborczego takie jak: dominacja jednej partii w życiu politycznym, nierówny dostęp do mediów, przypadki aresztowań dziennikarzy i zastraszania wyborców oraz kandydatów, skrócenie kampanii wyborczej do 23 dni, rozbieżność między liczbą zarejestrowanych wyborców (4,84 mln) a danymi urzędu statystycznego (6 mln osób w wieku powyżej 18 lat). Obserwatorzy negatywnie ocenili proces liczenia głosów w 31% komisji wyborczych. 
Szef delegacji Zgromadzenia Parlamentarnego OBWE oświadczył, że kraj musi poczynić większy postęp w rozwoju prawdziwie pluralistycznej demokracji. Szefowa delegacji Parlamentu Europejskiego Anneli Jäätteenmäki stwierdziła, że obserwatorzy dopatrzyli się nieprawidłowości przy zliczaniu głosów, przypadków zastraszania opozycji i wypełniania urn wyborczych. Zaleciła władzom zwiększenie wysiłków w celu demokratyzacji kraju. Szefowa delegacji ODIHR oznajmiła, że proces wyborczy nie spełnił wymagań stawianych demokratycznym wyborom.